# Os du Randt
Jacobus Petrus „Os“ du Randt (* 8. září 1972, Elliot) je bývalý jihoafrický ragbista, který hrál na levém pilíři. V roce 2019 byl jmenován do Světové ragbyové síně slávy. V roce 1999 ho časopis Rugby World zvolil druhým nejlepším levým pilířem všech dob.
S jihoafrickou reprezentací vyhrál MS 1995 a MS 2007. Stal se jediným Jihoafričanem, co dokázal vyhrát tato dvě mistrovství světa. Na MS 1999 získal 3. místo a v roce 2004 vyhrál se svou zemí Tri Nations. V roce 2000 se vážně zranil a k ragby se vrátil o tři roky později. Za JAR odehrál 80 zápasů a připsal si 25 bodů. S klubem Cheetahs vyhrál v letech 2005 až 2007 jihoafrickou ligu.
Po konci kariéry se příležitostně věnuje trénování ragbyového mlýnu a své kuřecí farmě.

## Klubová kariéra[6]
- 1997 Cheetahs
- 1998 Lions
- 1999 Cheetahs
- 2000 Bulls
- 2004–2005 Lions
- 2005–2007 Cheetahs